# بني سويدان (الخبت)

تعديل مصدري - تعديل

بني سويدان هي إحدى قرى عزلة عبان بمديرية الخبت التابعة لمحافظة المحويت، بلغ تعداد سكانها 161 نسمة حسب تعداد اليمن لعام 2004.